# Kaltungo
Kaltungo è una città della Repubblica Federale della Nigeria appartenente allo Stato di Gombe. È capoluogo dell'omonima area a governo locale (local government area) che si estende su una superficie di 881 km² e conta una popolazione di 149.805 abitanti.